# 下津桥
下津桥，又名通津桥，是位于江苏省苏州市姑苏区枫桥路的一座单孔石拱桥，跨上塘河，始建于明朝，1982年列为第二批苏州市文物保护单位。下津桥东侧有上津桥，西侧有枫桥，桥北为苏州农业职业技术学院。

## 历史
下津桥始建于明成化十八年（1482年），清康熙四年（1665年），道光二年（1822年）均修，现桥为1984年修缮。:80

## 桥形
下津桥长36.7米，宽4.8米，高6米，孔跨12.2米。桥体采用花岗石与青石构筑，长系石两端刻有兽首。

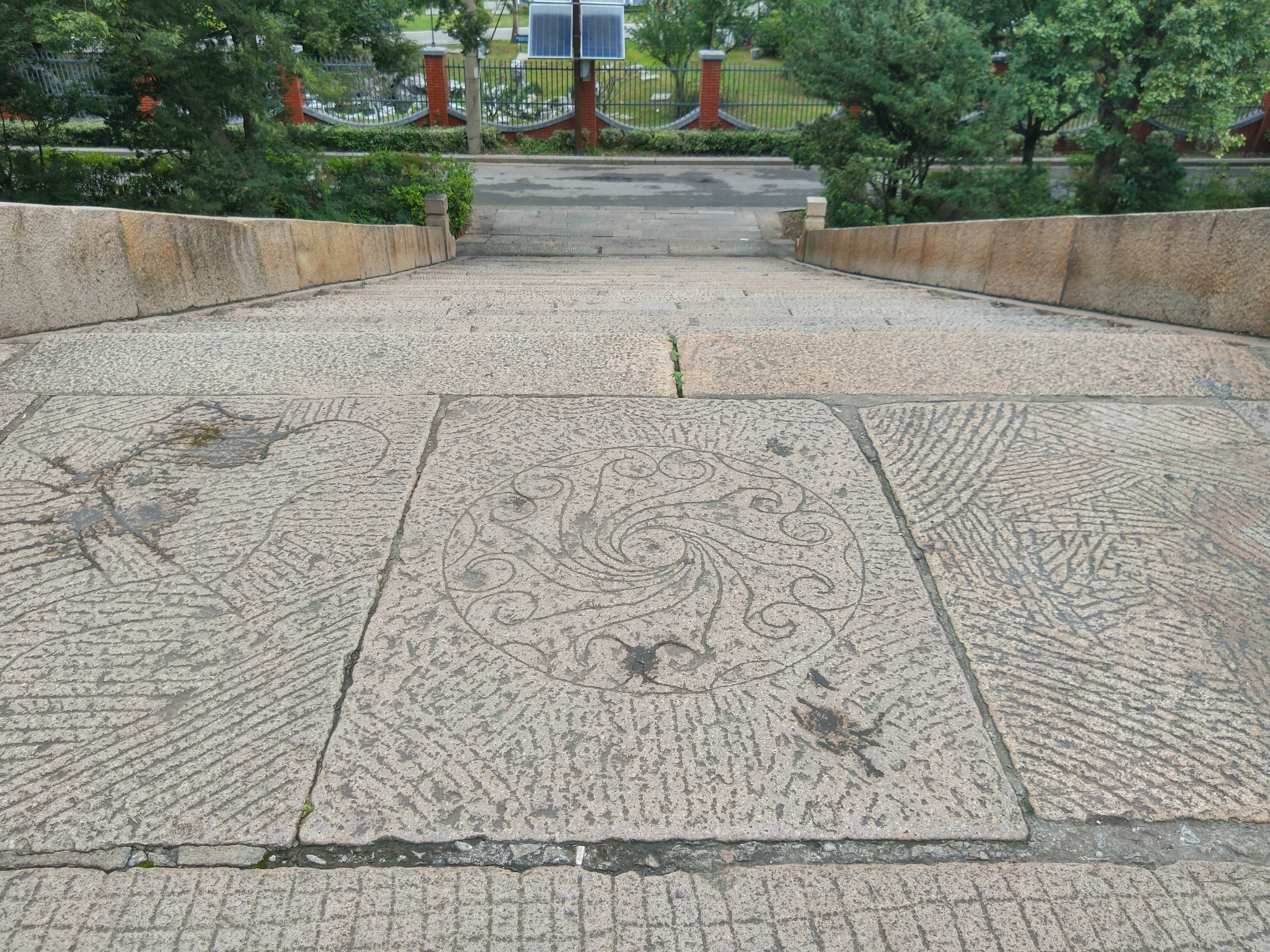
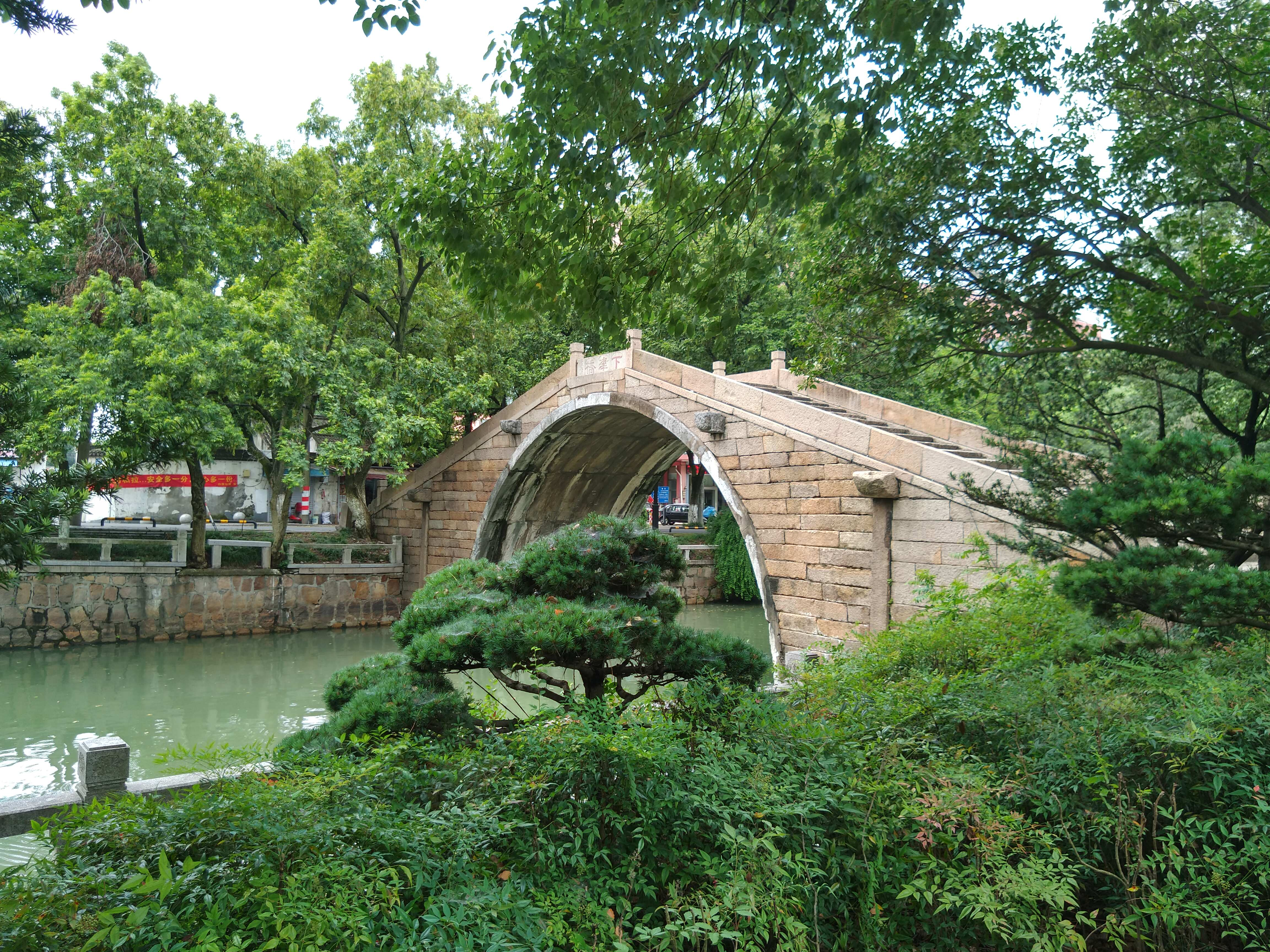
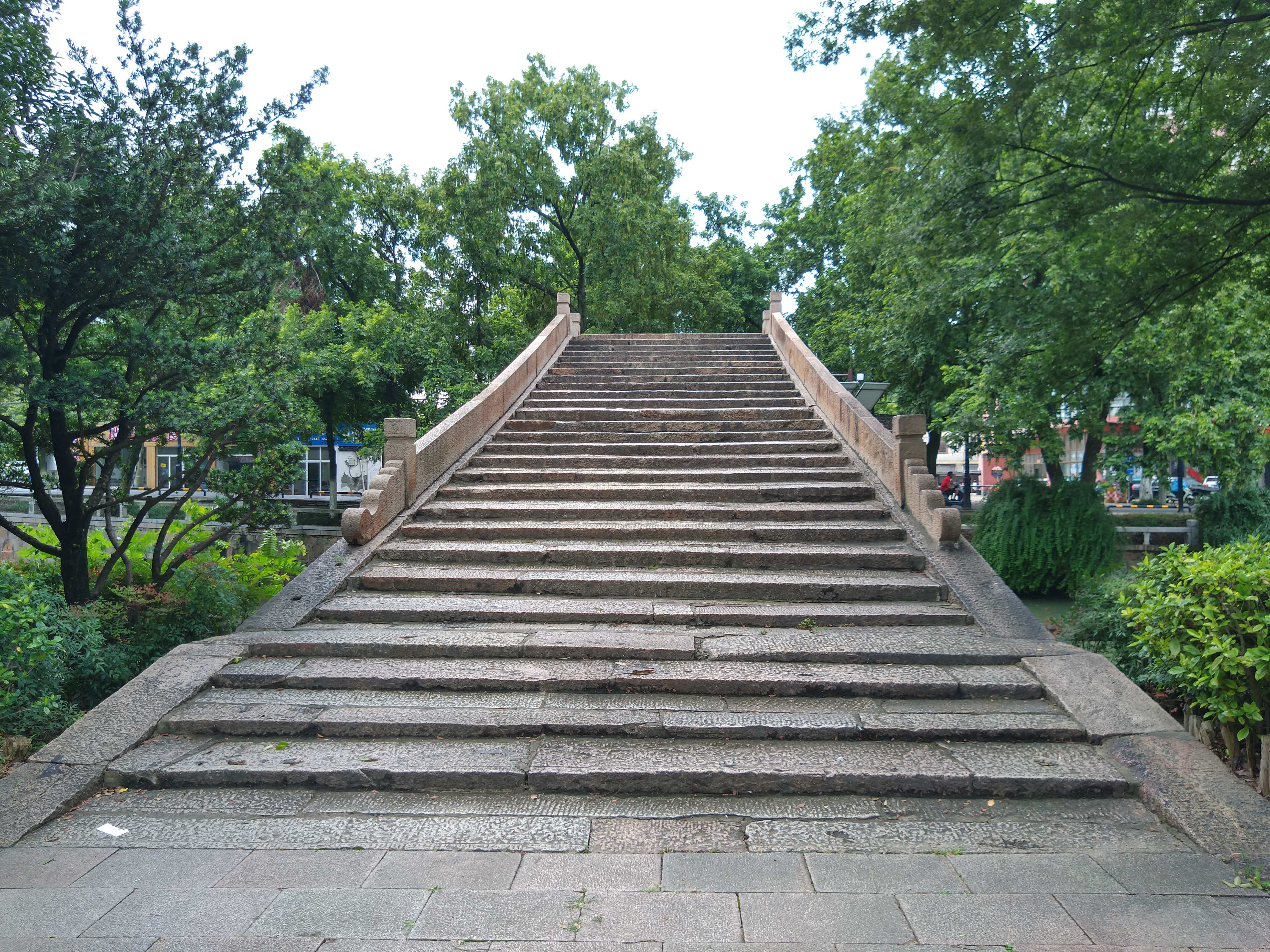